# Gustave Caillebotte
Gustave Caillebotte (ur. 19 sierpnia 1848 w Paryżu, zm. 21 lutego 1894 w Gennevilliers) – francuski malarz. Początkowo tworzył w stylu akademickim, a następnie impresjonistycznym.
Urodził się w zamożnej rodzinie. Zdobył wykształcenie prawnicze, a po odziedziczeniu majątku ojca nigdy nie miał kłopotów z pieniędzmi. W 1873 roku rozpoczął naukę w paryskiej École des Beaux-Arts, w tym samym roku poznał impresjonistów. Od tej pory zaczął tworzyć pod ich wpływem. Ze względu na swoją zamożność pomagał w organizowaniu i finansowaniu kolejnych wystaw grupy, kupował także wiele dzieł swych przyjaciół. Sam często malował robotników przy pracy albo sceny z życia paryskiej ulicy.
W 1882 Caillebotte wycofał się z życia publicznego, tworząc odtąd tylko martwe natury i pejzaże. Rok później spisał swój testament, w którym przekazał swą kolekcję 67 dzieł impresjonistów Państwu Francuskiemu, pod warunkiem że będą one wystawiane razem w Luwrze. Dzisiaj stanowią one część kolekcji paryskiego Musée d’Orsay.

## Prace artysty
- Cykliniarze, 1875, olej na płótnie 102 x 146,5 cm, Musée d’Orsay
- Les Périssoires(inne języki), 1878, olej na płótnie 108 x 155 cm, Musée d’Orsay
- Kajaki na Yerres(inne języki), 1877, olej na płótnie 103,5 cm x 155,8 cm, Milwaukee Art Museum
- Paryż. Deszczowy dzień(inne języki), 1877, olej na płótnie, 212 x 276 cm, Art Institute of Chicago

## Linki zewnętrzne

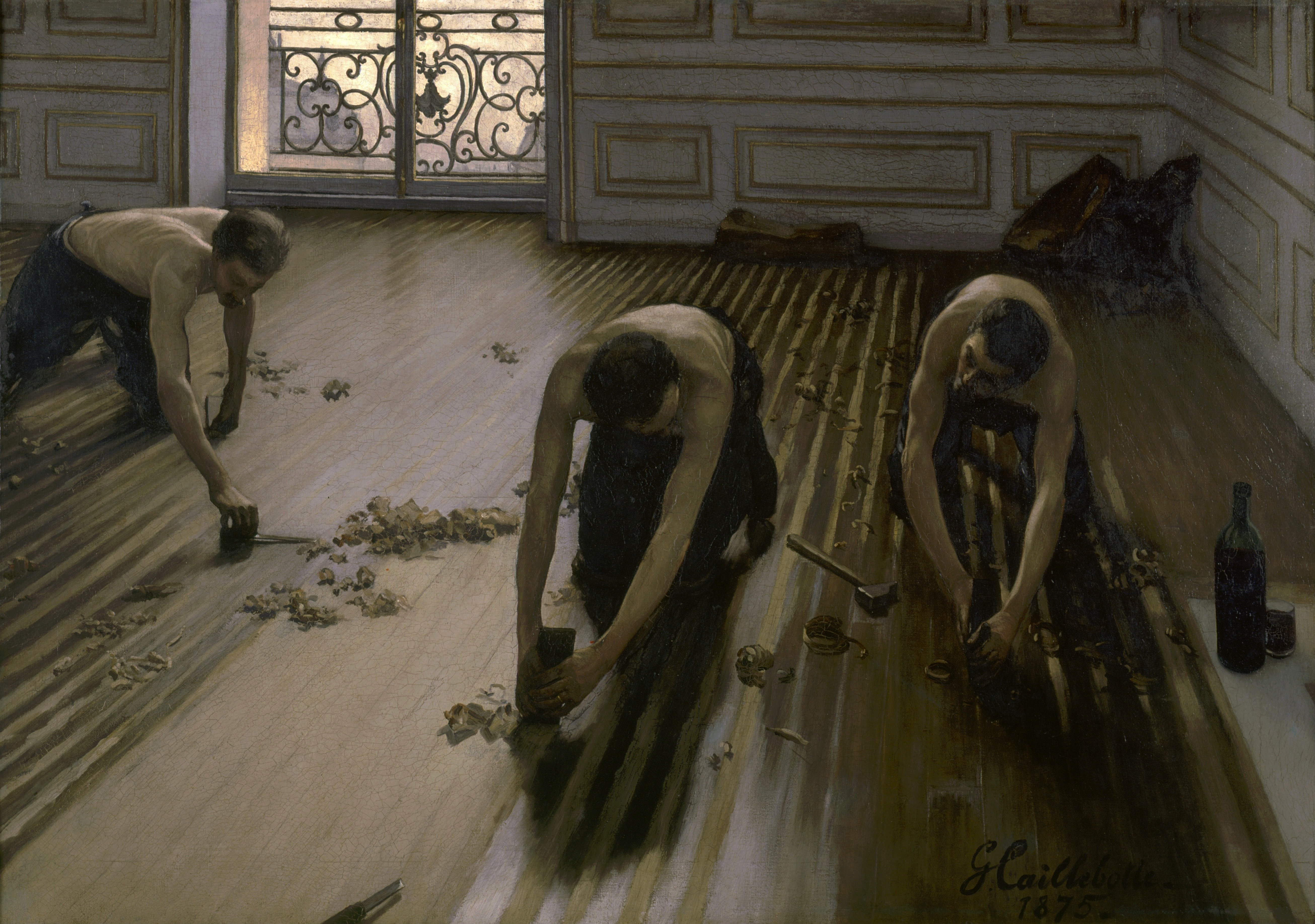
G. Caillebotte - Cykliniarze 1875

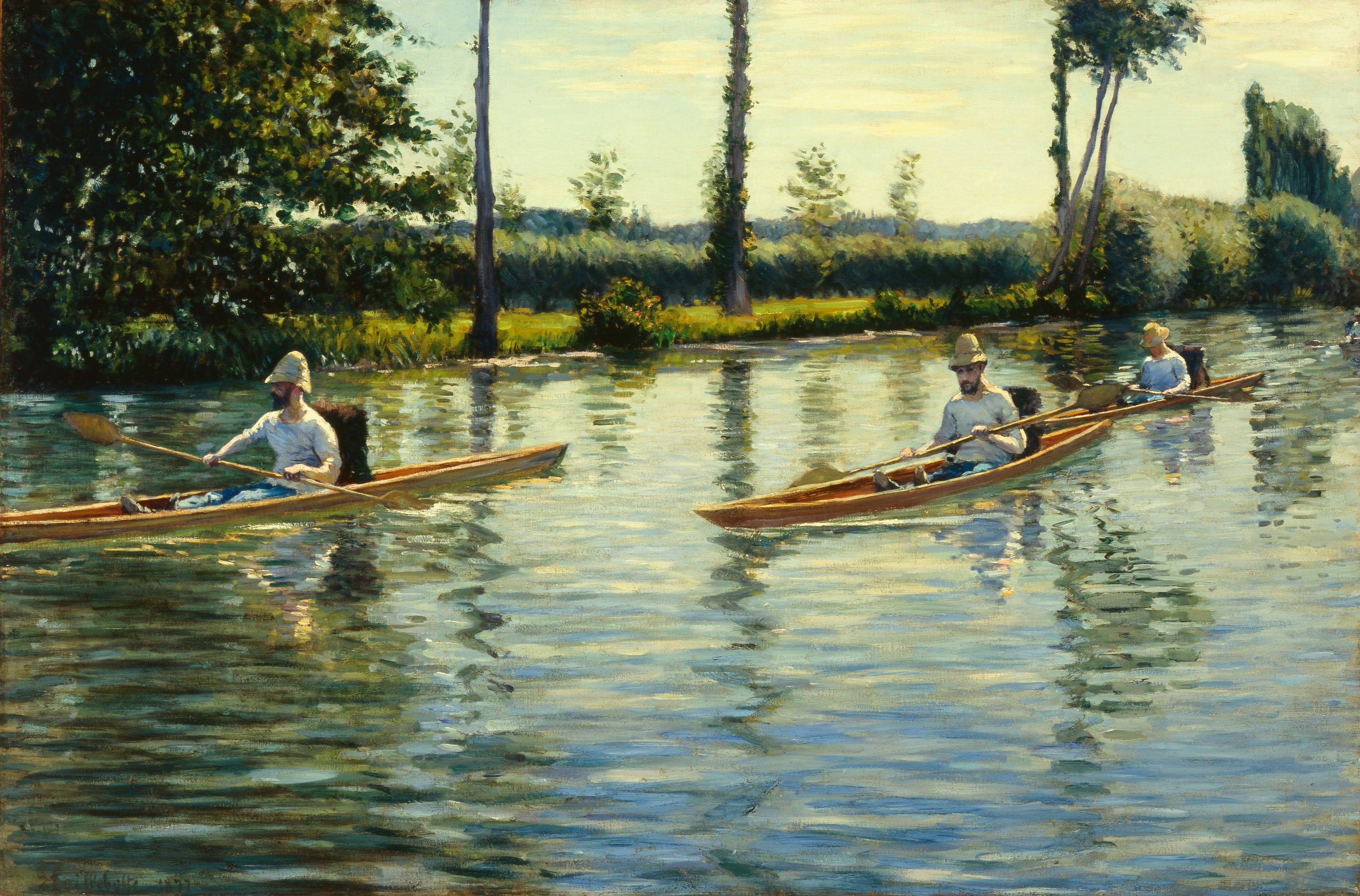
G. Caillebotte - Kajaki na Yerres, 1877

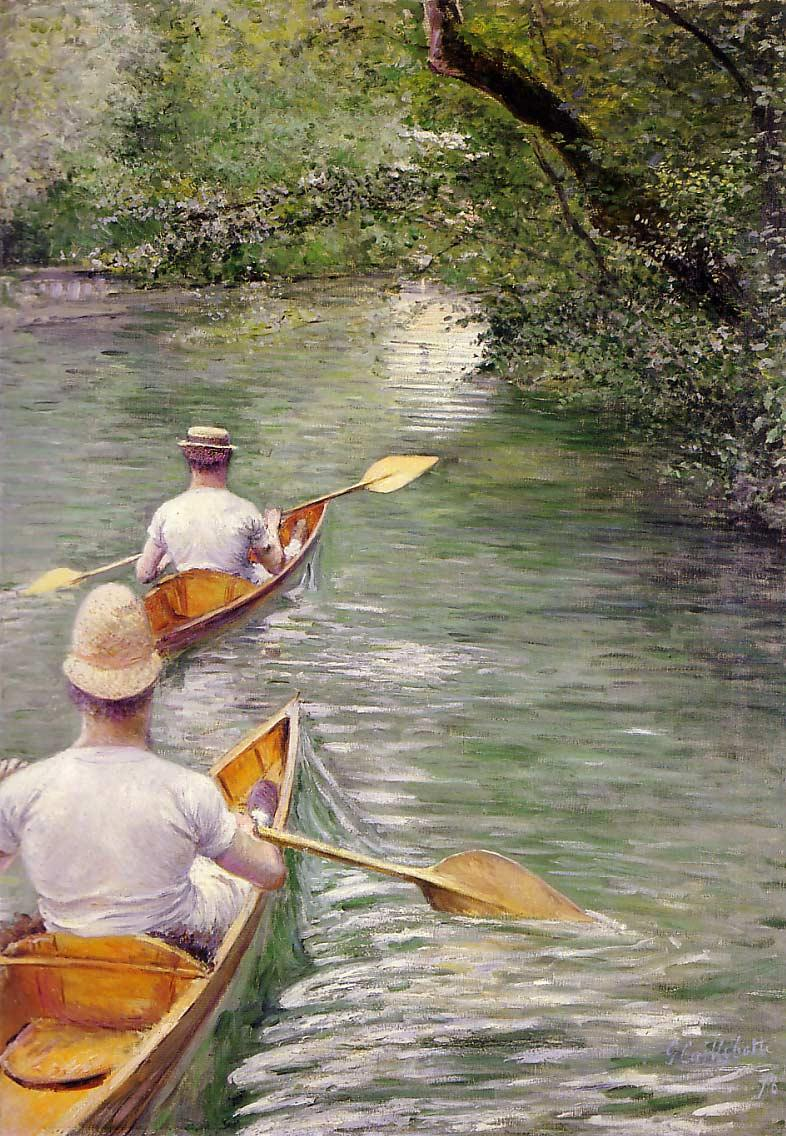
G. Caillebotte - Les Périssoires (1878)

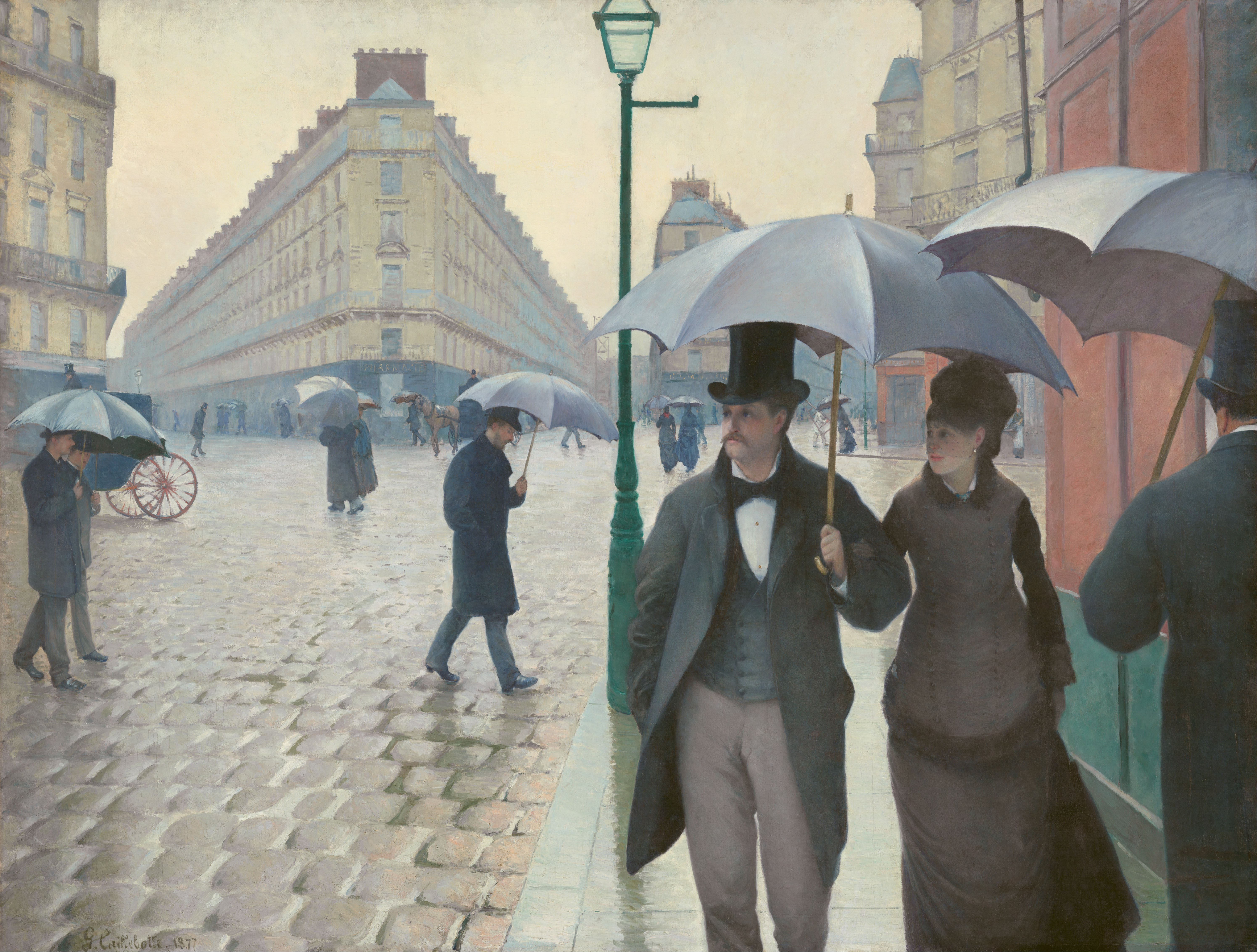
Gustave Caillebotte - Paris Street; Rainy Day - Google Art Project